# Ben Daglish
Ben Daglish (Chiswick; 31 de julio de 1966-Derbyshire; 1 de octubre de 2018) fue un compositor y músico británico. Era conocido por haber creado música para videojuegos durante la década de 1980, incluyendo éxitos para Commodore 64 como The Last Ninja (con Anthony Lees), Trap y Deflektor. Se asoció con el músico de Commodore 64 Tony Crowther y juntos formaron el dúo W.E.M.U.S.I.C. ("We Make Use of Sound In Computers"; en inglés: Hacemos Uso del Sonido en Computadoras).

## Biografía
Vivió sus últimos años en Derbyshire, donde aún componía, tocaba e interpretaba en varios conjuntos británicos, incluyendo la Loscoe State Opera. Tocaba regularmente con la banda SID80s en eventos sobre videojuegos retro, tales como Back In Time Live y Retrovision. También participó en Press Play On Tape con Rob Hubbard.

## Composiciones

### Amstrad CPC
- Deflektor (1987 - Vortex Software)
- H.A.T.E. - Hostile All Terrain Encounter (1989)
- Tour de force (1988 - Gremlin)

### Atari ST
- 3D Galax (1987)
- Action Fighter (1986)
- Artura (1988)
- Axel's Magic Hammer (1989)
- Blasteroids (1989)
- Butcher Hill (1989)
- California Games (1989)
- Captain America - Defies the Doom Tube (1988)
- Chase H.Q. (1989)
- Chubby Gristle (1988)
- Continental Circus (1989)
- Cosmic Relief (1987)
- Dark Fusion (1988)
- Deflektor (1988)
- Dynamite Dux (1988)
- FoFT - Federation of Free Traders (1989)
- Footballer of the Year 2 (1989)
- Gary Lineker's Hot Shots
- Greg Norman's Ultimate Golf (1990)
- H.A.T.E. – Hostile All Terrain Encounter (1989)
- Hot Rod (1990)
- John Lowe's Ultimate Darts (1989)
- Kingmaker (1993)
- Legends of Valour (1993)
- Lotus Esprit Turbo Challenge (1990)
- Masters of the Universe (1988)
- Mickey Mouse: The Computer Game (1988)
- Monty Python's Flying Circus (1990)
- Motor Massacre (1988)
- Motörhead (1992)
- The Munsters (1988)
- North Star (1988)
- Pac-Mania (1989)
- Passing Shot (1988)
- Prison (1989)
- Rick Dangerous (1989)
- Rick Dangerous 2 (1990)
- Road Raider (1988)
- Saint & Greavsie (1989)
- Skidz (1990)
- Super Cars (1989)
- Super Scramble Simulator (1989)
- Switchblade (1989)
- Terramex (1987)
- The Flintstones (1988)
- The Running Man (1989)
- Thunderbirds (1989)
- Wizard Warz (1987)
- Xybots (1989)

### Commodore 64
- 720°
- The Last Ninja (con Anthony Lees)
- Ark Pandora
- Alternative World Games
- Auf Wiedersehen Monty (con Rob Hubbard)
- Biggles
- Bulldog
- Bombo
- Chubby Gristle
- Cobra (arreglo sobre la canción de la película "Skyline" por Sylvester Levay, no usada finalmente)
- Deathwish III (1987)
- Firelord (1986)
- Gauntlet y Gauntlet II
- Hades Nebula
- Krakout
- Mask III - Venom Strikes Back
- Potty Pidgeon (Canción de escena de muerte)
- SkateRock
- Terramex
- Trap

### Commodore Amiga
- Artura (1989)
- Chubby Gristle (1988)
- Deflektor (1988)
- Pac-Mania (1988, re-composición de versiones de arcade)
- Switchblade (1989)

### Sinclair ZX Spectrum
- H.A.T.E. - Hostile All Terrain Encounter (1989)
- Super Sports
- Deflektor
- Masters of Universe
- North Star
- Butcher Hill
- Mask
- Mask II
- MASK III: Venom Strikes Back
- Super Scramble Simulator
- Dark Fusion
- Blood Brothers
- Techno Cop
- Auf Wiedersehen Monty
- Gauntlet
- Gauntlet: The Deeper Dungeons
- Gauntlet II
- Pac-Mania
- Chubby Gristle
- Basil the Great Mouse Detective
- Krakout
- Jack the Nipper II: In Coconut Capers
- Flintstones, The
- Switchblade
- Mickey Mouse
- Tour de Force
- Avenger
- Thing Bounces Back
- Footballer of the Year 2
- Skate Crazy
- Death Wish 3